# Gabriel Hakola

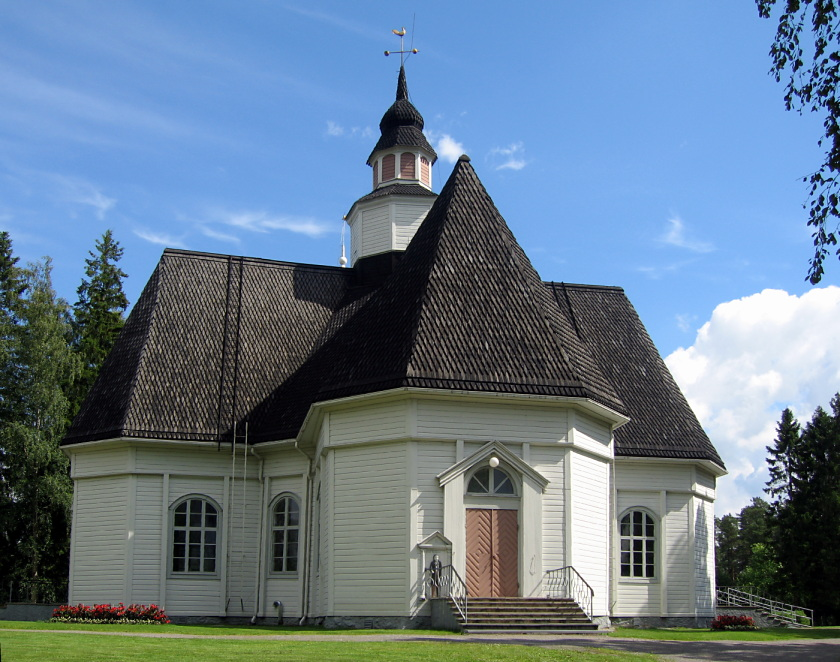
Ylihärmä kyrka

Gabriel Andersson Hakola (fi. Kaapo Hakola), född 26 augusti 1753 i Alahärmä, död 17 december 1808 i Alahärmä, var en svensk kyrkobyggare från Alahärmä i östra rikshalvan och tillhörde en kyrkobyggarsläkt. Han var son till kyrkobyggaren Anders Hakola. Han omnämns som byggare åtminstone av följande kyrkor (vissa källor anger hans namn som  Kaappo):
- Nurmo kyrka, 1779. Byggandet av kyrkan påbörjades av Antti Hakola och efter hans död h 1778 fortsatte Gabriel Hakola arbetet.[2]
- Ylihärmä kyrka, 1787.[3] Kyrkan är en korskyrka med  24 knutar och avfasade innerhörn. Antti Hakola gjorde de första skisserna. Han anses ha utvecklas denna form av korskyrkorna.[4]
- Jurva kyrka, 1802. Hakola började byggandet, arbetet avslutades av Jakob Jaaksi. [5]